# Bartholomäus Zeitblom

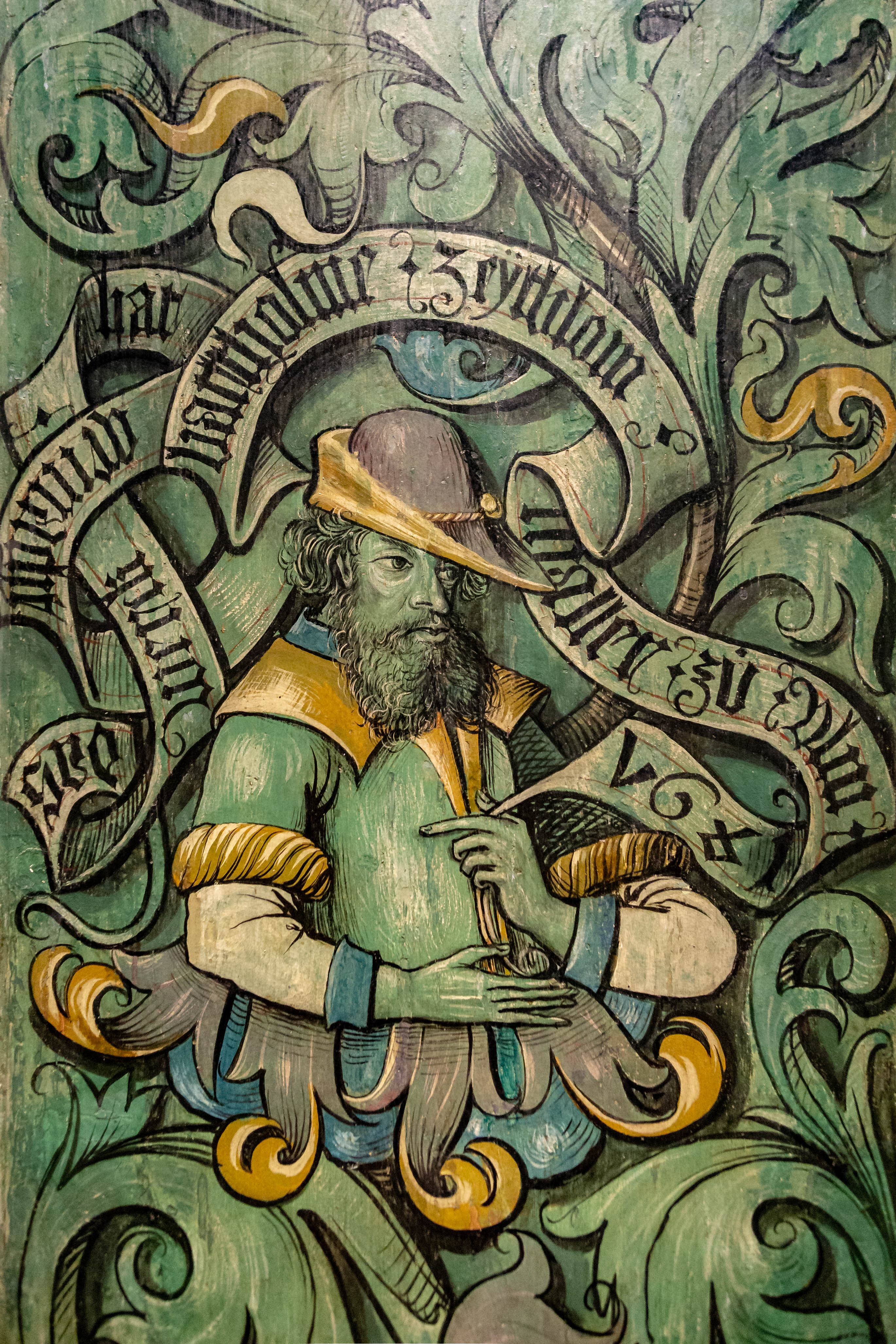
Selbstbildnis

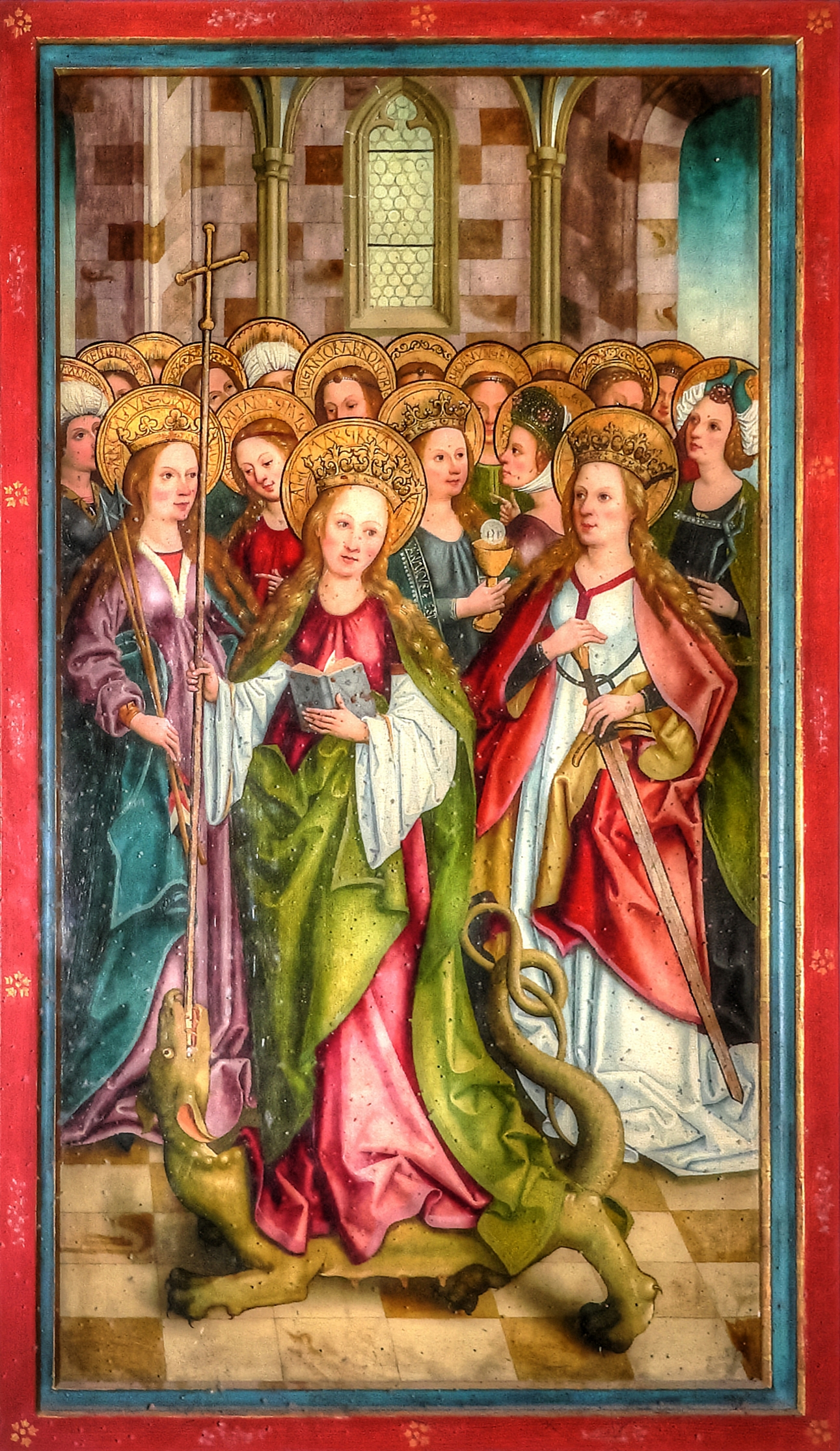
Altartafel von Bartholomäus Zeitblom (um 1489–1497) im Ulmer Münster

Bartholomäus Zeitblom (* um 1455 in Nördlingen; † um 1518 in Ulm) war ein bedeutender Kunstmaler der Spätgotik im südwestdeutschen Raum. Er gilt als einer der Hauptmeister der Ulmer Schule.

## Leben
Bartholomäus Zeitblom wurde ca. um 1455 in Nördlingen „in bescheidenen handwerklichen Verhältnissen“ geboren. Er lebte ab 1482 in Ulm und wurde dort als ein lediger Steuerzahler geführt. Verheiratet war er in erster Ehe mit der Tochter des Nördlinger Malers Friedrich Herlin, in zweiter mit einer Tochter des Ulmer Malers Hans Schüchlin. So wurde er „auch symbolisch zum Erben der großen Ulmer Tradition“.
Der „wahrscheinlich größte Auftrag, an dem Zeitblom während seiner Jahre bei Schüchlin mitwirkte, sind die Malereien des Hochaltars von Kloster Blaubeuren. Das Schnitzretabel gehörte zu den größten seiner Art aus Ulmer Werkstätten“ und war 1494 vollendet. Zeitblom steuerte dort sechs Szenen zum Johanneszyklus bei. Zudem malte er in der Werktagsansicht die Kreuztragung Christi. Dort „brachte er versteckt am Kragen des weinenden Johannes seine Signatur an und dokumentierte so für aufmerksame Betrachter, wer der ausführende Maler war.“ Ein weiteres Werk, das Zeitblom selbst signierte, ist der Altar der Schlosskapelle von Kilchberg bei Tübingen. Hauptsächlich für Altartafeln war Zeitblom „um 1500 für Ulm und weit darüber hinaus der meistgesuchte Maler“.
Nach der Vollendung des Blaubeurer Hochaltars hat sich Zeitblom dann wohl selbständig gemacht. Seine eigene Werkstatt lag in der heutigen Pfauengasse 3. Er leitete damit eine große und einflussreiche Werkstatt in Ulm. Zeitblom hatte sich in die „gut florierende Werkstatt Hans Schüchlins eingeheiratet – der übliche, weil notwendige Weg, um sich in einer spätmittelalterlichen Stadt als Meister niederlassen zu können mit der sicheren Aussicht, die Schüchlin’sche Werkstatt einmal übernehmen zu können“.
Seine Frau wird „in einer Quelle von 1522 erstmals als Witwe bezeichnet; vermutet wurde, dass der Maler ein Opfer der schweren Pestepidemie von 1519 wurde“.
Zeitblom und seine Werkstatt hatte „einen ausgeprägten und weitreichenden Schulcharakter“. Hans Maler von Ulm war einer von ihnen, ebenso Bernhard Strigel und Martin Schaffner, „die den Zeitblom-Stil – unter veränderten Vorzeichen – in eine neue Zeit trugen“.

## Werke

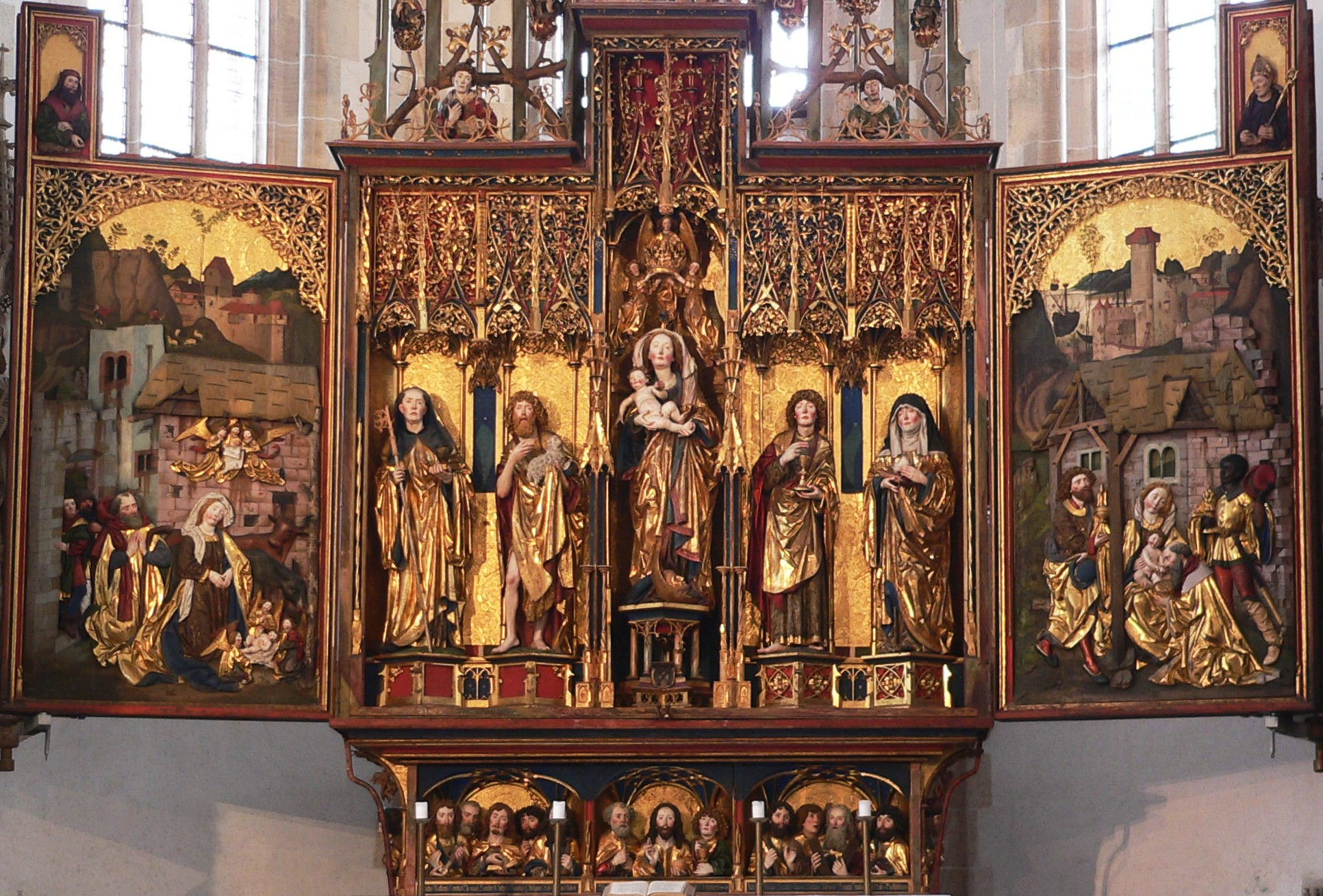
Mitarbeit an den Flügelbildern des Blaubeurer Hochaltars, 1493

Wichtige Arbeiten sind die Flügelbilder am Hochaltar der Klosterkirchen in Blaubeuren und Adelberg. Weiterhin Tafeln eines Flügelaltars in der Neithartkapelle des Ulmer Münsters, die sich vorher in der Wengenkirche von Ulm befanden. So ein Bild der „Hl. Margarete mit einer Gruppe heiliger Jungfrauen“ (siehe Bild).
Weitere Arbeiten sind:
- Außenflügel eines Altars aus der Ulmer Wengenkirche gelangten im 19. Jahrhundert aus der Sammlung des Konservators Carl Julius Milde in das St.-Annen-Museum in Lübeck.
- Vier Szenen aus der Legende des Heiligen Valentin, heute Staatsgalerie Altdeutsche Meister, Augsburg
- Der heilige Florian und Die Heilige Margareta, Außenseiten des Kilchberger Altars, heute Staatsgalerie Stuttgart
- Verkündigung an Maria und Heimsuchung der Maria, Innenseite des Eschacher Altars, heute Staatsgalerie Stuttgart
- Geburt Christi und Darbringung im Tempel, Innenseite des Heerberger Altars, heute Staatsgalerie Stuttgart
- Christus und die Zwölf Apostel, Predella des Heerberger Altars, heute Staatsgalerie Stuttgart
- 4 Tafeln eines Altars der Kirche in Hürbel (Gutenzell-Hürbel) im Landkreis Biberach (Tempera auf Holz): Die heilige Katharina (116,5 × 44 cm), Die Verkündigung (Jungfrau Maria) (117 × 48,7 cm), Die Verkündigung (Erzengel Gabriel) (117 × 48,7 cm), Die heilige Barbara (121,5 × 40 cm), heute im Muzeul Național de Artă al României (Nationales Kunstmuseum von Rumänien), Bukarest
- Fünf Tafeln aus dem Bingener Altar in Bingen im heutigen Landkreis Sigmaringen. Christi Geburt und Besuch der Weisen (238 × 145 cm), die ehemaligen Rückseiten mit Darstellung im Tempel und Tod Mariens und als Predella ein Vera Ikon.[11]